# منتخب قبرص لكرة الطائرة للرجال
منتخب قبرص الوطني لكرة الطائرة للرجال هو ممثل الرسمي في المنافسات الدولية في كرة طائرة .